# Elidor
Elidor var en brittisk TV-serie som sändes 1995. Serien var baserad på Alan Garners bok Elidor, det gyllene landet.

## Handling
De fyra sykonen Nicholas, Helen, David och Roland kommer i kontakt med en annan värld, där de måste delta i en kamp mellan gott och ont.

## Rollista, ett urval
- Rod Arthur - Morris Dancer
- David Beckett - Frank Watson
- Noreen Kershaw - Gwen Watson
- Gavin J. Morris - Nicholas Watson
- Suzanne Shaw - Helen Watson
- Alexander Trippier - David Watson
- Damian Zuk - Roland Watson